# Gökhan Keskin
Gökhan Keskin est un footballeur turc né le 31 mars 1966 à Istanbul. Il évoluait au poste de défenseur central, principalement à Beşiktaş et en équipe de Turquie. Il se reconvertit ensuite en entraîneur.

## Biographie

### En club
Keskin évolue tout d'abord de 1984 à 1996 au Beşiktaş.
Avec cette équipe, il remporte cinq titres de champion de Turquie, trois Coupes de Turquie, et enfin trois supercoupes de Turquie. Lors de la saison 1989-1990, il réalise le doublé Coupe / Championnat.
Il joue avec Beşiktaş un total de 9 matchs en Ligue des champions. Il atteint les quarts de finale de cette compétition en 1987, en étant lourdement battu par le club soviétique du Dynamo Kiev. 
Avec Beşiktaş, il atteint également les demi-finales de la Coupe Intertoto en 1997, en étant battu par l'Olympique lyonnais. Enfin en Coupe de l'UEFA, il est l'auteur d'un but sur la pelouse de l'Athletic Bilbao, lors du premier tour de la compétition, en 1985.
Keskin joue ensuite de 1996 à 2001 avec l'équipe d'İstanbulspor. Avec cette équipe, il ne remporte aucun titre.
Son bilan en première division turque est de 415 matchs joués, pour 15 buts marqués. Il réalise sa meilleure performance lors de la saison 1985-1986, où il inscrit 5 buts.

### En équipe nationale
Keskin compte 41 sélections avec l'équipe de Turquie entre 1987 et 1995.
Il joue son premier match en équipe nationale le 11 novembre 1987, lors d'un match contre l'Irlande du Nord comptant pour les qualifications du championnat d'Europe 1988. Il reçoit sa dernière sélection le 8 mars 1995, en amical contre Israël.
Le 15 novembre 1989, il inscrit malencontreusement un but contre son camp, lors d'un match face à l'Union soviétique, dans le cadre des éliminatoires du mondial 1990. Il porte une fois le brassard de capitaine de la sélection turque, le 20 avril 1994, en amical contre la Russie.
Au cours de sa carrière internationale, Gökhan Keskin dispute 15 matchs comptant pour les éliminatoires des Coupes du monde, et 10 matchs comptant pour les éliminatoires des championnats d'Europe. Il joue également deux matchs dans le cadre des Tours préliminaires des Jeux olympiques d'été de 1988.

### Carrière d'entraîneur
Après sa carrière de joueur, il devient entraîneur adjoint de plusieurs équipes turques.
Il dirige les joueurs de l'équipe de Turquie espoirs en 2012, puis la sélection turque des moins de 19 ans lors de l'année 2013. En 2012, il atteint la finale du Tournoi de Toulon, en étant battu par le Mexique.

## Palmarès

### Joueur
- Champion de Turquie en 1986, 1990, 1991, 1992 et 1995 avec Beşiktaş
- Vainqueur de la Coupe de Turquie en 1989, 1990 et 1994 avec Beşiktaş
- Vainqueur de la Supercoupe de Turquie en 1986, 1989 et 1994 avec Beşiktaş

### Entraîneur
- Finaliste du Tournoi de Toulon en 2012 avec l'équipe de Turquie espoirs
- Médaille d'argent lors des Jeux méditerranéens de 2013 avec l'équipe de Turquie des moins de 19 ans